# Praeaplocoma
Praeaplocoma is een geslacht van uitgestorven slangsterren uit de familie Ophiuridae.

## Soorten
- Praeaplocoma hessi Broglio Loriga & Berti Cavicchi, 1972 †